# Salmon Creek (jezioro Cayuga)
Salmon Creek – rzeka w Stanach Zjednoczonych, w stanie Nowy Jork, w hrabstwie Tompkins. Rzeka jest jedną z rzek zasilających jezioro Cayuga. Długość cieku nie została określona, natomiast powierzchnia zlewni to 231 km².